# Front d'action anti-impérialiste/Suxxali Reew Mi
Le Front d'action anti-impérialiste/Suxxali Reew Mi était un front de quatre partis politiques sénégalais, dirigé par Mamadou Dia.
Il regroupait la Ligue communiste des travailleurs (LCT), le Mouvement démocratique populaire (MDP), le Parti africain de l'indépendance (PAI) et le Parti populaire sénégalais (PPS).

## Histoire
S'appuyant sur une structure antérieure, la Coordination de l'opposition sénégalaise unie (COSU), la coalition est créée le 3 août 1983, après les élections législatives.
Elle donnera naissance au Front national populaire en 1987.